# Lagarde-Marc-la-Tour
Lagarde-Marc-la-Tour es una comuna nueva francesa situada en el departamento de Corrèze, de la región de Nueva Aquitania.

## Historia
Fue creada el 1 de enero de 2019, en aplicación de una resolución del prefecto de Corrèze de 6 de diciembre de 2018 con la unión de las comunas de Lagarde-Enval y Marc-la-Tour, pasando a estar el ayuntamiento en la antigua comuna de Lagarde-Enval.

## Demografía
Según los datos aportados en la resolución del prefecto de Corrèze, la comuna se crea con 995 habitantes.

## Composición
| Comuna fusionada | Código INSEE | Población (2016) | Superficie (km²) | Densidad (hab./km²) |
| ---------------- | ------------ | ---------------- | ---------------- | ------------------- |
| Lagarde-Enval    | 19098        | 821              | 21.55            | 38                  |
| Marc-la-Tour     | 19127        | 158              | 6.59             | 24                  |